# Phyllonorycter eratantha
Phyllonorycter eratantha är en fjärilsart som först beskrevs av Edward Meyrick 1922.  Phyllonorycter eratantha ingår i släktet guldmalar, och familjen styltmalar. Inga underarter finns listade i Catalogue of Life.